# 瓦列里·契卡洛夫
瓦列里·帕夫洛維奇·契卡洛夫（俄語：Вале́рий Па́влович Чка́лов，羅馬化：Valery Pavlovich Chkalov，1904年2月2日—1938年12月15日）是前蘇聯空軍试飞员，並被授予了最高榮譽，蘇聯英雄荣誉称号。

## 生平
契卡洛夫生於小鎮瓦西列沃，他是鍋爐製造者的兒子，母親在他6歲時去世。契卡洛夫曾就讀於切列波韋茨的技術學院，但之後退學跟隨父親，在輪船上当司爐學徒。他在1919年因第一次目睹飛機而立志加入蘇聯紅軍的空軍部隊，他被訓練成駕駛員且畢業於1924年，隨後入伍戰鬥機部隊。1927年契卡洛夫與來自列寧格勒的教師奥莉加·奧列科娃結婚及誕下一子伊戈尔，1928年當瓦列里被調派到第15師布良斯克空軍部隊時留下兩母子在列寧格勒。

## 成就
契卡洛夫創作了多種花式飛行技術。於1936年和1937年他參與了多項長途不著陸飛行，包括1936年7月20日駕駛實驗型圖波列夫ANT-25飛機由莫斯科出發駛經法兰士约瑟夫地群岛、北地群岛、堪察加彼得罗巴甫洛夫斯克和哈巴罗夫斯克，經歷56小時距离9,374（5,825英里）的飛行後于濃霧中降落在烏德島岸邊，為了再起飛而在島上築起臨時的木製跑道。這條航線以斯大林命名，亦因為破紀錄的飛行里程提升了契卡洛夫在蘇聯的政治地位使他被選為最高苏维埃議會的代表。1937年6月18日再駕駛ANT-25由莫斯科經北極飛往華盛頓州溫哥華，全程8,811（5,475英里）耗時63小時。

## 逝世
1938年12月15日契卡洛夫在莫斯科駕駛波利卡爾波夫伊-180戰鬥機的原型機進行測試飛行時失事墜毀身亡。事發前飛機的設計局並沒有發出原型機的航行許可，而契卡洛夫亦沒有按預定的飛行路線航行。原本的計劃是圍繞霍登卡飛行場兩圈完成測試，但第二圈時偏離航道飛到接近斯大林孔策沃别墅的上空，更爬升到海拔2,000（6,600英尺）高空，超出設計允許的600（2,000英尺）。調查報告認為契卡洛夫錯誤計算降落距離，但當他嘗試修正航道時引擎因為嚴寒天氣而突然停止運轉，最後他成功避過幾棟建築物卻撞上了架空電纜。儘管契卡洛夫從駕駛艙彈出，但依然身受多處重傷並於撞擊後兩小時死亡。

## 紀念
契卡洛夫出生的小鎮瓦西列沃為表揚契卡洛夫的成就於1937年改名為契卡洛夫斯克。契卡洛夫進行長途飛行時降落的烏德島被改名為契卡洛夫島。契卡洛夫的骨灰被安置在莫斯科克里姆林宮的牆內，墜落地點的霍登卡平原放置了紀念石碑。契卡洛夫死後奥伦堡亦曾被改名為契卡洛夫，這個名稱維持到1957年。華盛頓州溫哥華有一條契卡洛夫道，1939年莫斯科亦曾經有一條街道被改名為契卡洛夫街但1992年又改名為土隄街（Улица Земляной Вал），1995年建在這條路之下的莫斯科地鐵站則命名為契卡洛夫站，聖彼得堡地鐵、下諾夫哥羅德地鐵和葉卡捷琳堡地鐵亦有車站以契卡洛夫命名。
1941年列宁格勒电影制片厂上映由米哈伊尔·卡拉托佐夫執導記錄契卡洛夫生平的電影，1962年的再版中由於斯大林已過身導致電影中涉及到他本人和相關的形象都被剪掉或經過特殊畫面處理。